# La Federación Igualadina
La Federación Igualadina era una publicació setmanal anarquista, publicada a Igualada entre 1883 i 1885.

## Descripció
Portava el subtítol “Órgano de las secciones federadas en Igualada” i a sota “Eco del proletariado”. La redacció i administració de la publicació era al carrer de Santa Caterina, núm. 17, on també hi havia la seu de la Societat de Vetaires de Cotó. A partir del núm. 99, es van traslladar al carrer de Santa Anna, núm. 14. El primer número es va publicar el 9 de febrer de 1883 i va arribar a tirar 5.000 exemplars, que es distribuïen per tot Espanya i per això s'editava en castellà.
S'imprimia als tallers de Marian Abadal. Sortia cada divendres i tenia quatre pàgines, a dues columnes, amb un format de 31 x 22 cm.
El darrer número publicat va ser el 128, amb data 17 de juliol de 1885. Segons Marbà, “[…] y de no ser el cólera de el istio de 1885, y un poco de descuydo en la administración, que nos aconsejó lo matáramos por nuestra propia voluntad, cuando ya tenia vida propia”.

## Continguts
Va fer seu el lema de Mikhaïl Bakunin "Anarquia, federació i col·lectivisme". La revista va néixer al Consell Local de les Seccions Obreres d'Igualada i era el portaveu de les seccions sindicades en la Federació de Treballadors de la Regió Espanyola (FTRE) d'Igualada. Defensava els principis de la Internacional i era de filiació anarquista i sindicalista. Els articles editorials acostumaven a publicar les conclusions dels congressos de la Federació de Treballadors de la Regió Espanyola (FTRE). També publicava moltes circulars i comunicats oficials de les diverses seccions, així com notícies sobre altres congressos de treballadors (FTRE, Unió Manufacturera, rams d'ofici, etc.) i conflictes obrers. Cal destacar el seguit d'articles sobre la mano negra i la publicació per lliuraments de l'obra A los jóvenes, de Piotr Kropotkin. Va influir, no solament en l'àmbit local, en el desenvolupament de les organitzacions de treballadors, base dels futurs sindicats, ja que “Cánovas había perseguido hasta aniquilarla a toda la prensa libre. Pero no se sabe por que dejó un islote: La Federación Igualadina, que era entonces la única publicación realmente obrera de toda España”. (Porcel)

## Redactors i col·laboradors
El consell de redacció estava format per vuit persones: Pau Font Poch, Frederic Carbonell Barral, Bonaventura Botines Codina, Lluís Llansana Sabaté, Francesc Serra Constansó, Josep Paloma, Josep Carreras Llansana i Pere Marbà Cullet.
Els articles anaven sense signar o firmats amb pseudònims, però sí que hi ha algunes cartes signades, entre d'altres, per Francesc Abayá Garriga, Maria Casanellas, Salvador Espí, Lluís Gili, Magí Jordana, Joan Portús i Marià Tassis, etc.

## Localització
- Biblioteca Central d'Igualada. Plaça de Cal Font, 1. 08700 Igualada

- Biblioteca Pública Arús. Passeig de Sant Joan, 26. 08010 Barcelona